# 馬羅
馬羅是愛爾蘭共和國的一座城市，位於科克郡。馬羅是北科克郡的行政中心。 據2006年人口普查，馬羅有人口7,864人。

## 外部連結
- Official website （页面存档备份，存于）
- Mallow town community website
- Mallow Town Online Guide （页面存档备份，存于）